# Arroyito del Agua
Arroyito del Agua är en ort i Mexiko.   Den ligger i kommunen Matehuala och delstaten San Luis Potosí, i den centrala delen av landet, 500 km norr om huvudstaden Mexico City. Arroyito del Agua ligger 1 582 meter över havet och antalet invånare är 194.
Terrängen runt Arroyito del Agua är kuperad åt nordost, men åt sydväst är den platt. Runt Arroyito del Agua är det mycket glesbefolkat, med 5 invånare per kvadratkilometer. Närmaste större samhälle är Matehuala, 15,0 km sydväst om Arroyito del Agua. Omgivningarna runt Arroyito del Agua är i huvudsak ett öppet busklandskap.